# Ватутінська міська територіальна громада
Ватутінська міська громада — територіальна громада в Україні, в Звенигородському районі Черкаської області. Адміністративний центр — місто Багачеве. Не зважаючи на перейменування адміністративного центру, територіальна громада не була перейменована, оскільки наразі відсутні правові підстави і механізми для перейменування територіальних громад.
Площа громади — 111,9 км², населення — 21092 мешканці (2020).

## Населені пункти
Громада об'єднала одну міську раду (Ватутінська) та 3 сільські ради:
- Стецівська
- Чичиркозівська
- Юрківська

У складі громади 1 місто (Багачеве) і 4 села:
- Скаливатка
- Стецівка
- Чичиркозівка
- Юрківка